# Aspangbahn

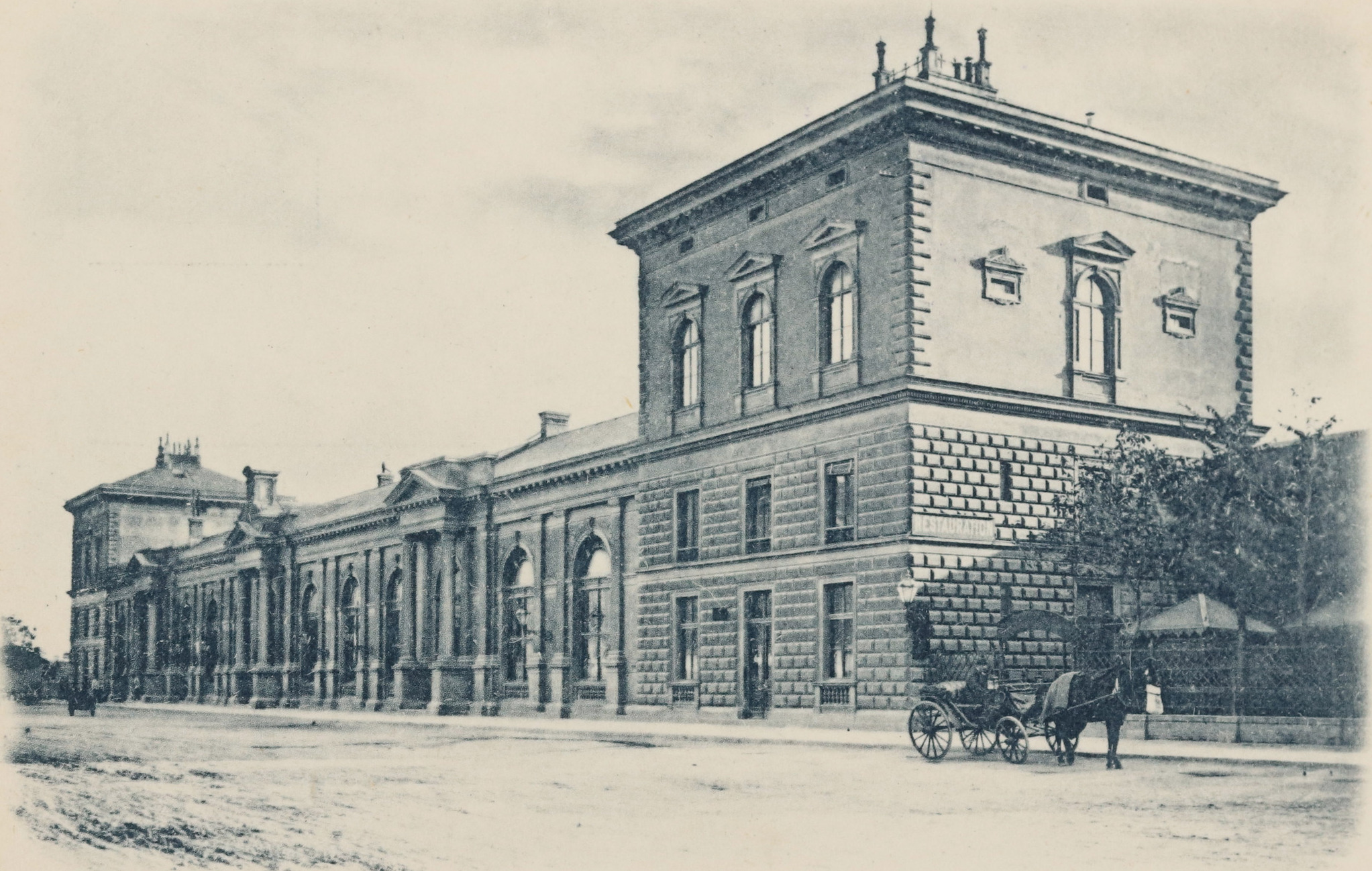
Bécs, Aspangbahnhof. Itt volt az Aspangbahn állomása (1903 körül)

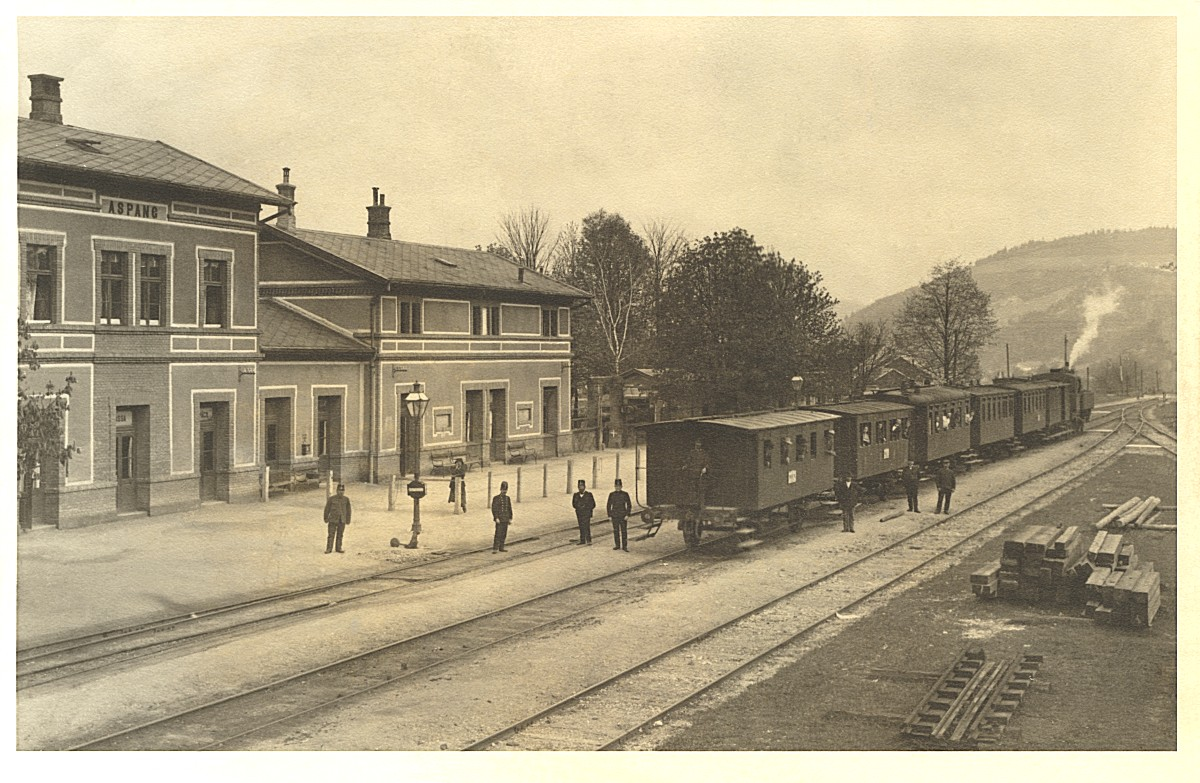
Aspang állomás, a vasútvonal végpontja (1885 körül)

Az Aspangbahn egy vasútvonal Ausztriában, amely a hajdani Bécsújhelyi-csatorna bécsi kikötőjétől, a harmadik kerületi Landstrassétól Bécsújhelyen át Aspangig vezet. Ez egy nagyobb tervezett vasútvonal részeként – melynek Bécstől Szalonikiig kellett volna vezetnie – létesült. Még ma is megtalálhatóak a pálya kilométerkövein a büszke kezdőbetűk:  "WSB" vagyis „Wien-Saloniki-Bahn” (Bécs-(The)Szaloniki Vasút).
A 85,241 km hosszú Aspangbahn tulajdonosa az Osztrák-Belga Vasúttársaság (Austro-Belgischen Eisenbahngesellschaft) volt. A cs. kir. szab. Bécs-Aspang Vasutat (k.k. priv Eisenbahn Wien–Aspang) tulajdonosai belga tőkéből tervezték megépíteni. 1881. augusztus 7-én Pittenig, és 1881. október 28-án Aspangig üzembe állítani. A gazdasági nehézségek miatt 1937. július 1-én az üzemeltetést az Osztrák Szövetségi Vasutak (ÖBB) vette át. 1942. január 1-el a Német Birodalmi Vasút átvette és államosította. A második világháború után az Aspangbahn és vagyona visszakerült az Osztrák Szövetségi Vasutakhoz.

## Története

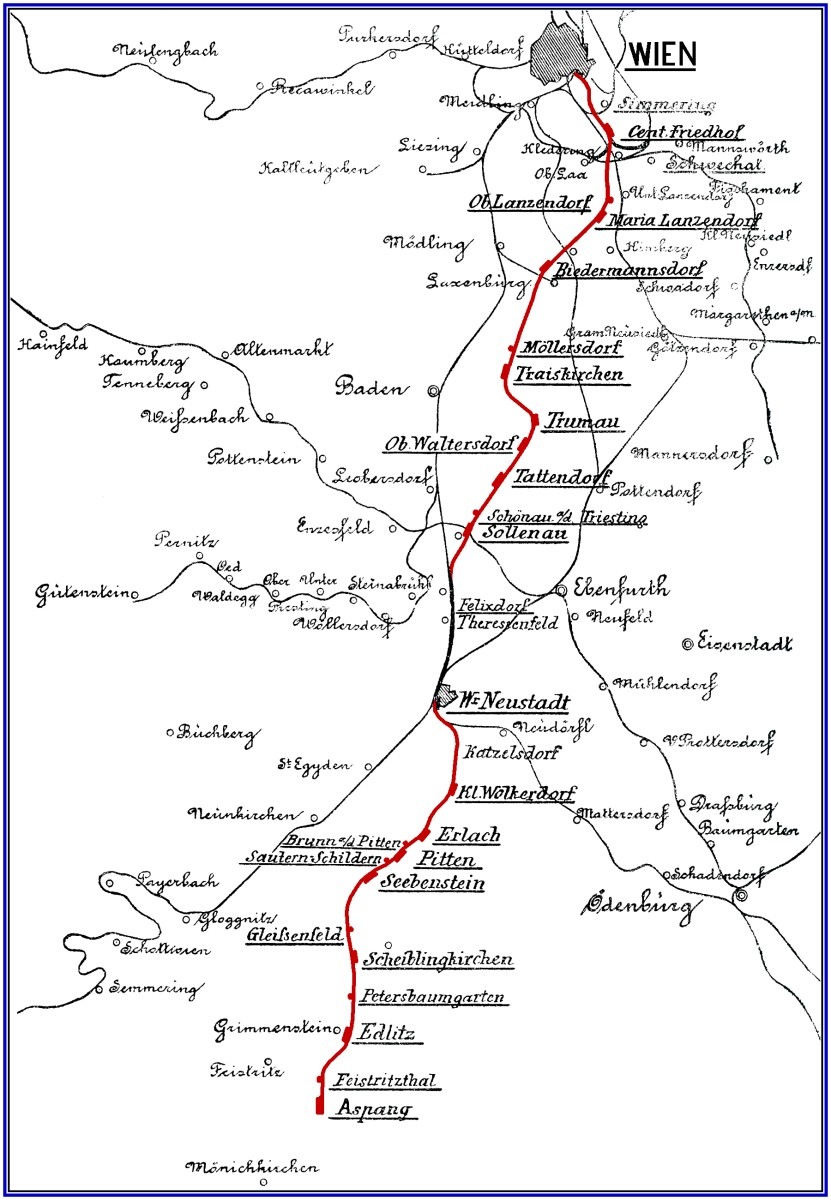
Áttekintő térkép az Aspangbahnról 1882-ből

A korabeli nagy vasútépítési láz idején több terv is született a Bécsújhelyi csatornára is, melyek közül az egyik 1869. november 30-án előkoncessziót kapott a Bécs–Laxenburg–Ebenfurt–Bécsújhely-vonalra, egy másik pedig 1870. január 2-án a Bécsújhely–Pitten-vasútvonalra. A hajózási csatornát működtető részvénytársaság (Erste österreichische Schifffahrts-Canal-Actien-Gesellschaft) erre a fejlesztésre alapozva 1872. június 4-én koncessziót kapott egy egyméteres nyomtávú gőzmozdonyüzemű vasút megépítésére és üzemeltetésére Bécs–Leopoldsdorf–Laxenburg–Leesdorf–Blumau között, amennyiben az illetékes Kereskedelmi Minisztérium meghosszabbítja a pályát Dornautól (ma Orsteil), Schönau an der Triestingtól illetve Leobersdorftól Pittenig és Steinabrückltól Wöllersdorfig  megvalósítják.

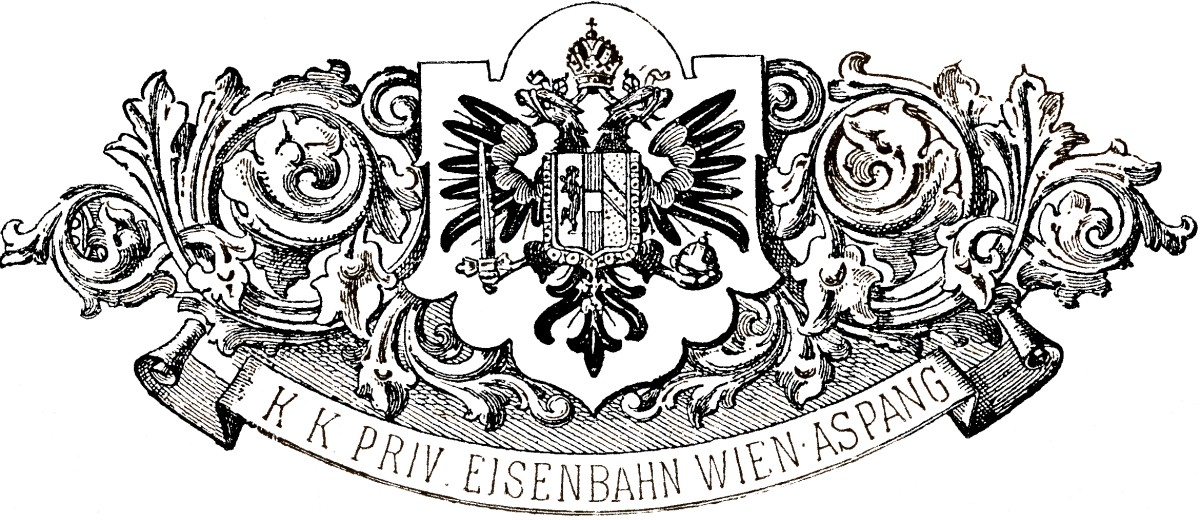
A k.k. priv. Eisenbahn Wien–Aspang címere

A Habsburgok Balkán-félszigeti érdeklődése és a Szaloniki–Mitrovica vasútvonal megnyitása lehetőséget biztosított a folytatásra a Szandzsák és Bosznia felé, valamint a már meglévő 1872 óta normál nyomtávú Banja Luka-Novi Grad-Dobrljin és a további horvát vasúti hálózat megnyílt Bécs felé, így tehát közvetlen kapcsolat lett volna Bécs-Zágráb-Szalonikibe, elkerülve Szerbiát és Magyarországot. A Kanal-AG több konkurense is versenyzett a tervért (a horvát-bosnyák határig), de végül 1874. június 27-én az AG engedélyt kapott a Bécs-Aspang Friedberg-Radkersburg-horvát határ vasútvonal előmunkálataira. A vállalkozás finanszírozására egy belga cég alakult Société Belge de chemins de fer néven, ám az 1873-as bank és tőzsdeválság miatt a nagyszabású terv illuzórikussá vált, s csak a Bécs–Pitten–Aspang szakaszra korlátozódott.
A vonal végül, miután a Déli Vasút panaszát az alkotmánybíróság elutasította, 1877. november 28-án megkapta az engedélyt. A Hajózási-csatorna Rt. (Schifffahrtskanal-AG) megváltoztatta a nevét Osztrák-Belga Vasúttársaságra (Austro-Belgische Eisenbahn-Gesellschaft) és az építéshez 1879. január 17-én  k. k. priv. Eisenbahn Wien-Aspang (röviden: „EWA“) néven leányvállalatot alapított. Az engedélyek kiadása után rögtön megindult az építés.
Közvetlenül az engedélyek kiadása után indultak meg az építési munkálatok. Az építési költségekre könyv szerint 8 650 000 gulden állt rendelkezésre.

## Az Aspangbahn ma
A Klederingi központi teherpályaudvar építése az Aspangbahn vonalvezetésére is kihatott. Míg a 70-es években a vonal kezdőpontjának a Praterstern / Bécs Északi pályaudvar számított, addig 1979. május 27-től a vonatok már a Déli pályaudvarról indultak és az Ostbahn-on keresztül először Klederingnél érték el az eredeti nyomvonalukat. A bécsi Stammstreckén ma már az S7-es járat közlekedik.

## Vonaláttekintés

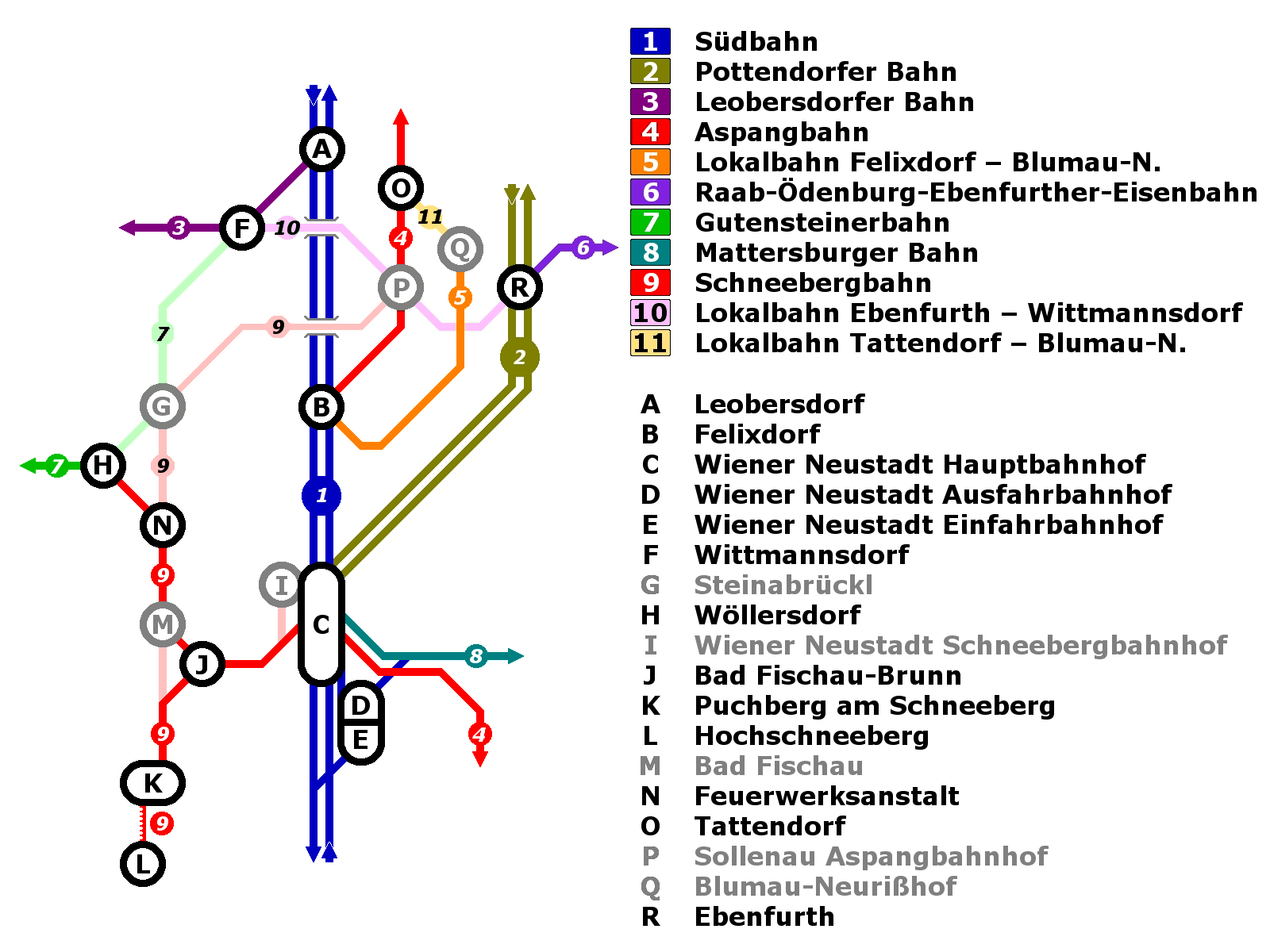
Vasútvonalak Bécsújhely körül

| Vonal                                              | Hossza   | Megjegyzés                     |
| Wien Aspangbahnhof – Sollenau – Felixdorf          | 42,52 km |                                |
| Péagestrecke Südbahn (Felixdorf – Wiener Neustadt) | 9,53 km  | k.k. priv. Südbahngesellschaft |
| Wiener Neustadt – Aspang                           | 33,93 km |                                |
| Verbindungsgleis EWA – Wiener Verbindungsbahn      | 0,27 km  |                                |
| Verbindungsgleis EWA – Donauländerbahn             | 0,77 km  |                                |
| Zentralfriedhof – Klein Schwechat                  | 3,87 km  |                                |
| Wiener Neustadt Schneebergbahnhof – Puchberg       | 28,01 km | Schneebergbahngesellschaft     |
| Bad Fischau – Wöllersdorf                          | 5,00 km  | Schneebergbahngesellschaft     |
| Verbindungsgleis Bad Fischau                       | 0,23 km  | Schneebergbahngesellschaft     |
| Sollenau – Steinabrückl – Feuerwerksanstalt        | 8,62 km  | Schneebergbahngesellschaft     |

## Fordítás
- Ez a szócikk részben vagy egészben  az   Aspangbahn című német Wikipédia-szócikk fordításán alapul.  Az eredeti cikk szerkesztőit annak laptörténete sorolja fel. Ez a jelzés csupán a megfogalmazás eredetét és a szerzői jogokat jelzi, nem szolgál a cikkben szereplő információk forrásmegjelöléseként.